# 1827 na ciência

## Eventos
- William Prout classifica as biomoléculas em seus grupamentos modernos: carboidratos, proteínas e lipídeos.[1]

## Nascimentos
| Data           | Nome               | Profissão              | Nacionalidade   | Observações                    | Ref   |
| -------------- | ------------------ | ---------------------- | --------------- | ------------------------------ | ----- |
| 16 de setembro | Jean Albert Gaudry | geólogo e paleontólogo | Reino da França | m. 1908 Medalha Wollaston 1884 | [ 2 ] |

## Mortes
| Data       | Nome          | Profissão       | Nacionalidade                  | Observações | Ref |
| ---------- | ------------- | --------------- | ------------------------------ | ----------- | --- |
| 3 de abril | Ernst Chladni | físico e músico | Sacro Império Romano-Germânico | n. 1756     |     |

## Prémios
Medalha Copley
- William Prout[3] e Henry Foster[3]